# Rudi Dutschke
Alfred Willi Rudolf Dutschke (Schönefeld, cerca de Luckenwalde; 7 de marzo de 1940-Århus, Dinamarca; 24 de diciembre de 1979), más conocido como Rudi Dutschke, fue un sociólogo marxista y político alemán. Fue el representante más conocido del movimiento estudiantil de los años 1960 en Alemania Occidental (el llamado "movimiento del 68"). Se opuso rotundamente a la guerra de Vietnam e impulsó muy creativamente la deserción de soldados estadounidenses afincados en sus cuarteles en Alemania. Impulsó la lucha contra toda forma de autoritarismo y por la emancipación femenina.

## Biografía

### Inicios y juventud
Nació el 7 de marzo de 1940 en Schönefeld (cerca de Luckenwalde) en lo que hoy es el estado federal de Brandeburgo. Fue el cuarto hijo de un funcionario de correos; vivió sus años de juventud en la República Democrática Alemana (RDA). Era miembro activo de la Juventud evangélica de Luckenwalde, de donde sacó su vena socialista religiosa. Quería ser periodista de deportes y por ello entró en 1956 en la Juventud Libre Alemana (Freie Deutsche Jugend, o FDJ).
Se casó con Gretchen Klotz y tuvo tres hijos: Polly, Hosea-Che y Rudi-Marek. En su hijo varón juntó su admiración por el profeta Oseas y por el revolucionario Ernesto Che Guevara.

### Trayectoria
El ingreso de Dutschke en el FDJ fue motivada por la revolución Húngara de 1956. Apostó por un socialismo democrático, que al mismo tiempo se distanciaba de los Estados Unidos y la Unión Soviética. También rechazaba las políticas del Partido Socialista Unificado de Alemania (Sozialistische Einheitspartei Deutschlands o SED), que gobernaba la RDA. En contraste a las pretensiones antifascistas de su ideología del Estado, veía las viejas estructuras y mentalidades avanzar tanto en el Este como en el Oeste. En 1957 se opuso abiertamente a la militarización de la sociedad de la RDA y abogó por la libertad de circulación. Rehusó prestar el servicio militar en el Ejército Popular Nacional (NVA) y animó a otros a que hicieran lo mismo. 
Tras su examen de selectividad en 1958, y por su formación educacional industrial, las autoridades de la RDA le impidieron realizar su deseo de estudiar deportes.
Dutschke comenzó a desplazarse por Berlín Occidental y repitió allí su examen de selectividad. Al mismo tiempo escribía reportajes deportivos, entre otros para el periódico B.Z. de la editorial Axel-Springer-Verlag. En 1961, poco antes de iniciarse la construcción del Muro de Berlín, se mudó a Berlín Occidental, para estudiar Sociología, Etnología, Filosofía e Historia en la Universidad Libre de Berlín (Freie Universität Berlin). Estuvo ligado a esta institución hasta el momento de doctorarse en 1973. 
Comenzó a estudiar el existencialismo de Martin Heidegger y Jean-Paul Sartre, pero pronto también el marxismo y la historia de los movimientos obreros. Leyó los primeros escritos de Karl Marx, los filósofos de la historia marxistas Georg Lukács y Ernst Bloch, la Teoría Crítica de Max Horkheimer y Herbert Marcuse. Alentado por su amistad con Gretchen Klotz, leyó también a teólogos como Karl Barth y Paul Tillich. Su socialismo cristiano se convirtió en un socialismo de bases marxistas. Insistió sin embargo en la libertad del individuo de elegir, frente a las relaciones de la sociedad.

### Movimiento estudiantil
Pronto unió el estudio con el compromiso político práctico. Así comenzó a editar la revista Anschlag, en la que se trataban la crítica al capitalismo, los problemas del Tercer Mundo y nuevas formas de organización política. La publicación fue entonces considerada como "anarquista" por la Federación Socialista Alemana de Estudiantes (SDS, o Sozialistischer Deutscher Studentenbund) debido a su carácter activista. En 1962 fundó con Bernd Rabehl, el Berliner Gruppe der Münchner. En 1964 se adhirieron al SDS de Berlín. Al año siguiente fue elegido para el Consejo político y siguió imprimiendo la dirección política.
A partir de 1966 organizó con el SDS numerosas manifestaciones para efectuar reformas universitarias, en contra de la gran coalición (de la Unión Demócrata Cristiana o CDU con el Partido Socialdemócrata o SPD), la Ley de estado de emergencia y la Guerra de Vietnam. El creciente movimiento estudiantil unió todos estos ideales y se conformó como parte de la llamada "Oposición Extraparlamentaria" (Außerparlamentarische Opposition o APO). Dutschke de hecho se convirtió en un importante y conocido líder de la APO. El 23 de marzo de 1966 se casó con Gretchen Klotz. En mayo ayudó a preparar el congreso federal sobre Vietnam en Fráncfort del Meno. Los ponentes principales fueron reconocidos profesores de la "Nueva Izquierda" (como Marcuse y Negt) y de la izquierda más bien "tradicionalista" fuera del SPD.
Este mismo año quiso escribir su tesis sobre Lukács con el profesor Hans-Joachim Lieber, entonces rector de la Universidad Libre de Berlín. Tras enfrentamientos sobre el mandato político de la Allgemeine Studierendenausschuss (AStA) de Berlín y el uso de aulas universitarias para acciones contra la guerra de Vietnam, Lieber no prolongó el contrato de asistencia de Dutschke en la Freie Universität de Berlín. Esto llevó a Dutschke a descartar por el momento el continuar con su carrera académica.
El 2 de junio de 1967 el estudiante Benno Ohnesorg recibió un disparo por parte de un policía durante una manifestación contra el Sha de Persia, que estaba de visita en Berlín Oeste; esto llevó a Dutschke, al APO y al SDS a convocar manifestaciones en todo el país, para que se aclararan las circunstancias de la muerte. Además exigieron la dimisión del responsable de la unidad de policía y la expropiación del grupo editorial Axel Springer. Los estudiantes creían que Axel Springer era culpable de la muerte de Ohnesorg por el cubrimiento propagandístico de sus periódicos. Se pusieron por primera vez en la mira a medios establecidos tales como el Der Spiegel, el Frankfurter Rundschau y el Die Zeit. Sin embargo, sólo unos pocos profesores se solidarizaron con los estudiantes que protestaban, como fue el caso del amigo de Dutschke, el teólogo Helmut Gollwitzer.

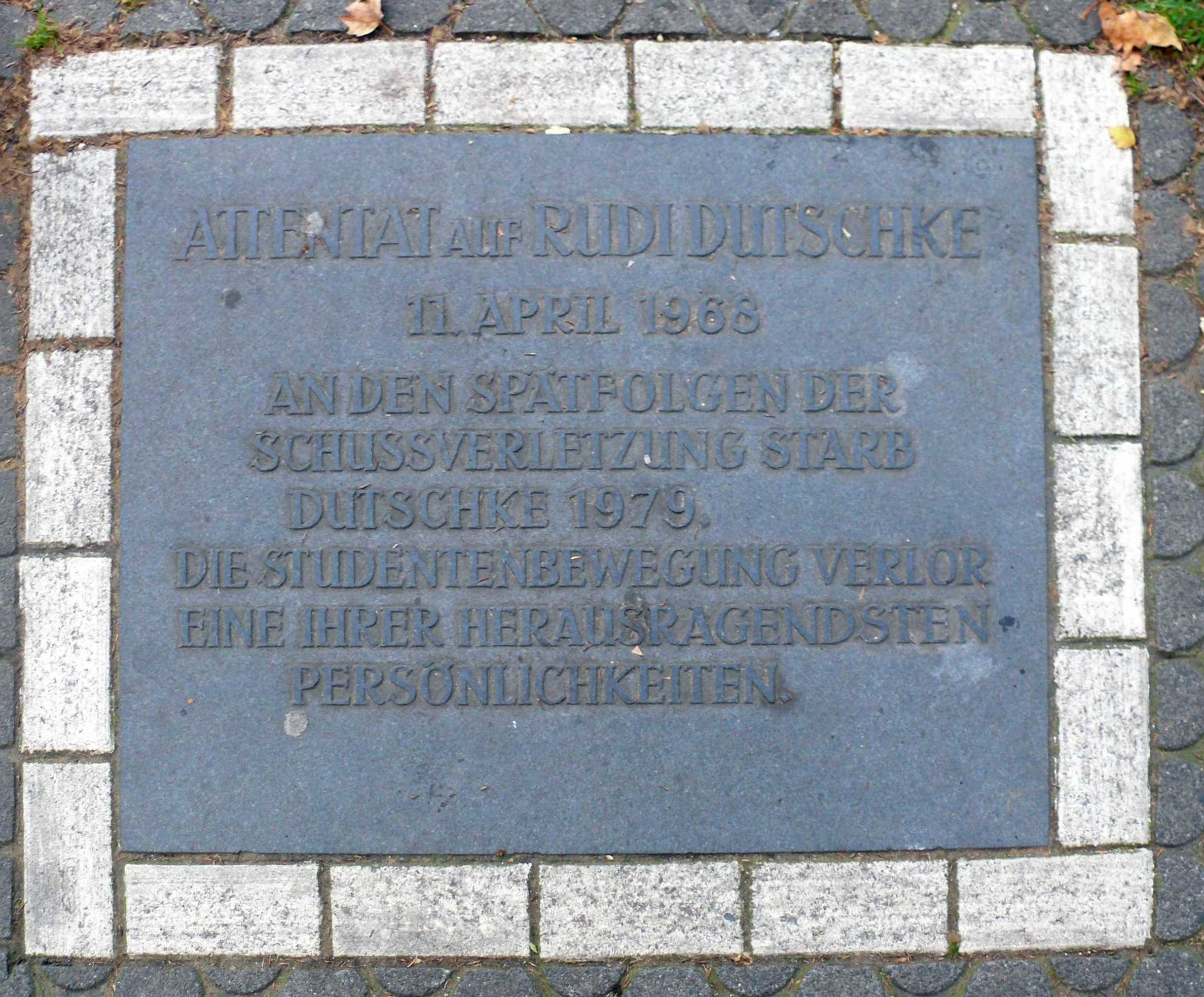
Placa conmemorativa en Berlín.

### Atentado y fallecimiento
El 11 de abril de 1968 fue víctima de un atentado, perpetrado por un joven de ultraderecha llamado Josef Bachmann, quien le disparó tres balazos en la cabeza. A pesar de la gravedad de sus heridas, sobrevivió. Dutschke viajó entonces junto a su familia a Londres buscando alguna cura, pero a pesar de los tratamientos nunca pudo recuperarse completamente de los daños internos provocados por el atentado. Logró, sin embargo, ser aceptado en la Universidad de Cambridge donde pudo terminar su graduación en 1970. Al año siguiente, el Gobierno conservador de Edward Heath lo declaró a él y a su familia como «extranjeros indeseables implicados en actividades subversivas» y los expulsó del país. La familia se mudó entonces a Århus, en Dinamarca.
El 24 de diciembre de 1979, mientras tomaba un baño, sufrió un ataque de epilepsia consecuencia de las secuelas del atentado, muriendo ahogado.